# One Last Song About You Know What
One Last Song About You Know What är det svenska indiebandet Edsons andra EP-skiva, utgiven 2003. Låten "One Last Song About You Know What" finns även med på studioalbumet Every Day, Every Second (2003), medan övriga låtarna är tidigare outgivna.

## Låtlista[1]
1. "One Last Song About You Know What" - 4:21
2. "Goosebumps on the Inside" - 4:33
3. "Every Day" - 2:39
4. "Slow" - 2:15